# Waiting to Exhale: Original Soundtrack Album
Waiting to Exhale: Original Soundtrack Album è la colonna sonora del film Donne - Waiting to Exhale. Realizzata nel 1995, la colonna sonora comprende 3 singoli di Whitney Houston, e ha riscosso molto successo, grazie soprattutto alle numerose interpreti che hanno deciso di farne parte tra cui Toni Braxton, Aretha Franklin, Patti LaBelle, Mary J. Blige, Faith Evans.

## Tracce
1. "Exhale (Shoop Shoop)" - Whitney Houston  – 3:25
2. "Why Does It Hurt So Bad" - Whitney Houston  – 4:37
3. "Let It Flow " - Toni Braxton  – 4:27
4. "It Hurts Like Hell" - Aretha Franklin  – 4:18
5. "Sittin' Up in My Room" - Brandy  – 4:52
6. "This Is How It Works" - TLC  – 5:00
7. "Not Gon' Cry" - Mary J. Blige  – 4:58
8. "My Funny Valentine" - Chaka Khan  – 4:06
9. "And I Gave My Love to You" - Sonja Marie  – 4:48
10. "All Night Long" - SWV  – 4:31
11. "Wey U" - Chante Moore  – 4:32
12. "My Love, Sweet Love" - Patti LaBelle  – 4:21
13. "Kissing You" - Faith Evans  – 3:23
14. "Love Will Be Waiting at Home" - For Real  – 5:59
15. "How Could You Call Her Baby" - Shanna  – 5:09
16. "Count on Me" - Whitney Houston and CeCe Winans  – 4:26